# Yandang (köpinghuvudort i Kina, Zhejiang Sheng, lat 28,35, long 121,14)
Yandang (kinesiska: 雁荡, 松垟, 雁荡镇) är en köpinghuvudort i Kina. Den ligger i provinsen Zhejiang, i den östra delen av landet, omkring 230 kilometer sydost om provinshuvudstaden Hangzhou. Antalet invånare är 41 652. Befolkningen består av 20 540 kvinnor och 21 112 män. Barn under 15 år utgör 16,0 %, vuxna 15-64 år 71 %, och äldre över 65 år 12,0 %.
Runt Yandang är det tätbefolkat, med 819 invånare per kvadratkilometer. Närmaste större samhälle är Daxi, 16,4 km nordost om Yandang. I omgivningarna runt Yandang växer i huvudsak blandskog.
Genomsnittlig årsnederbörd är 2 023 millimeter. Den regnigaste månaden är juni, med i genomsnitt 334 mm nederbörd, och den torraste är januari, med 74 mm nederbörd.